# FC Berdenia Berburg
Der FC Berdenia Berburg  ist ein luxemburgischer Fußballverein aus Berburg. 

## Geschichte
Der Verein wurde 1948 unter seinem heutigen Namen gegründet. Bis zu seinem Aufstieg in die Ehrenpromotion 2020 kam der Klub nie über die Drittklassigkeit hinaus. 
Das war unter Präsident Raoul Schummer.
Erfolgstrainer in dieser Saison war Jorge Freitas, der die Mannschaft im Vorjahr aus dem Nichts mit 0 Punkten nach 5 Spielen übernahm und noch den 5. Platz erreichen konnte.
Im Aufstiegsjahr überraschte Berburg mit erfrischendem Fußball und Herz und konnte so den größten Erfolg der Vereinsgeschichte, den Aufstieg in die Ehrenpromotion, erreichen. 
Im nationalen Pokal, dem Coupe de Luxembourg, war das mehrmalige Erreichen der 4. Runde der größte Erfolg. 
In der Saison 2018/19 konnte man im Coupe FLF, dem Pokal für unterklassige Vereine, unter dem Impuls des Erfolgstrainers Jorge Freitas das Halbfinale erreichen und schied dort mit 0:2 gegen den späteren Sieger Yellow Boys Weiler-la-Tour aus.

## Ehemalige Trainer
- Martin Forkel (2020–2022)
- Roland Seitz (2022)
- Rainer Kraft (2023)

## Aktueller Kader
| 01 | Sebastian Grub     | Deutschland        |
| 01 | Daniel Becker      | Deutschland        |
|    | Mathieu Pastorelli | Frankreich Italien |

| 05 | Charles-Antoine Loignon | Kanada      |
| 08 | Philippe Werdel         | Luxemburg   |
| 19 | Florian Rybinski        | Deutschland |
| 27 | Tsvetan Mihov           | Bulgarien   |
| 30 | Hakim Boussena          | Frankreich  |
|    | Daniel Benner           | Luxemburg   |
|    | Joe Crelo               | Luxemburg   |

| 04 | Gabor Pataki      | Ungarn             |
| 06 | Vincent Scholl    | Deutschland        |
| 07 | Adriano Ferraz    | Luxemburg          |
| 09 | Daniel Contrino   | Frankreich         |
| 11 | Alex Kauffmann    | Luxemburg          |
| 12 | Novic Edou Ollomo | Gabun              |
| 15 | Daouda Conde      | Guinea-a           |
| 18 | Cyril Wagner      | Luxemburg          |
| 22 | Harold Prim       | Luxemburg          |
| 31 | Max Mangen        | Luxemburg          |
|    | Dahi Sghari       | Tunesien Italien   |
|    | Luke Ryan Lambert | Luxemburg          |
|    | Jabez Makanda     | Angola Deutschland |

| 10 | Dritro Kelmendi   | Luxemburg                  |
| 20 | Kristiyan Andonov | Bulgarien                  |
| 25 | Ismaila Ouedraogo | Elfenbeinküste             |
| 99 | Benssad Sulejmani | Luxemburg                  |
|    | Exaucé Andzouana  | Deutschland Kongo Republik |
|    | Mälek Amdouni     | Deutschland Tunesien       |
|    | Moussa Touré      | Frankreich Mali            |
|    | Georgy Courbera   | Frankreich                 |

Stand: 24. Februar 2024

## Erfolge
- Aufstieg in die Ehrenpromotion: 2020
- Halbfinale in der Coupe FLF: 2019

## Stadion
Seine Heimspiele trägt der Verein im 2005 eröffneten Stade Renert aus, welches 2500 Besuchern Platz bietet. Oberhalb davon befindet sich noch ein Kunstrasenplatz, der hauptsächlich für Jugendspiele genutzt wird.